# スナバコノキ

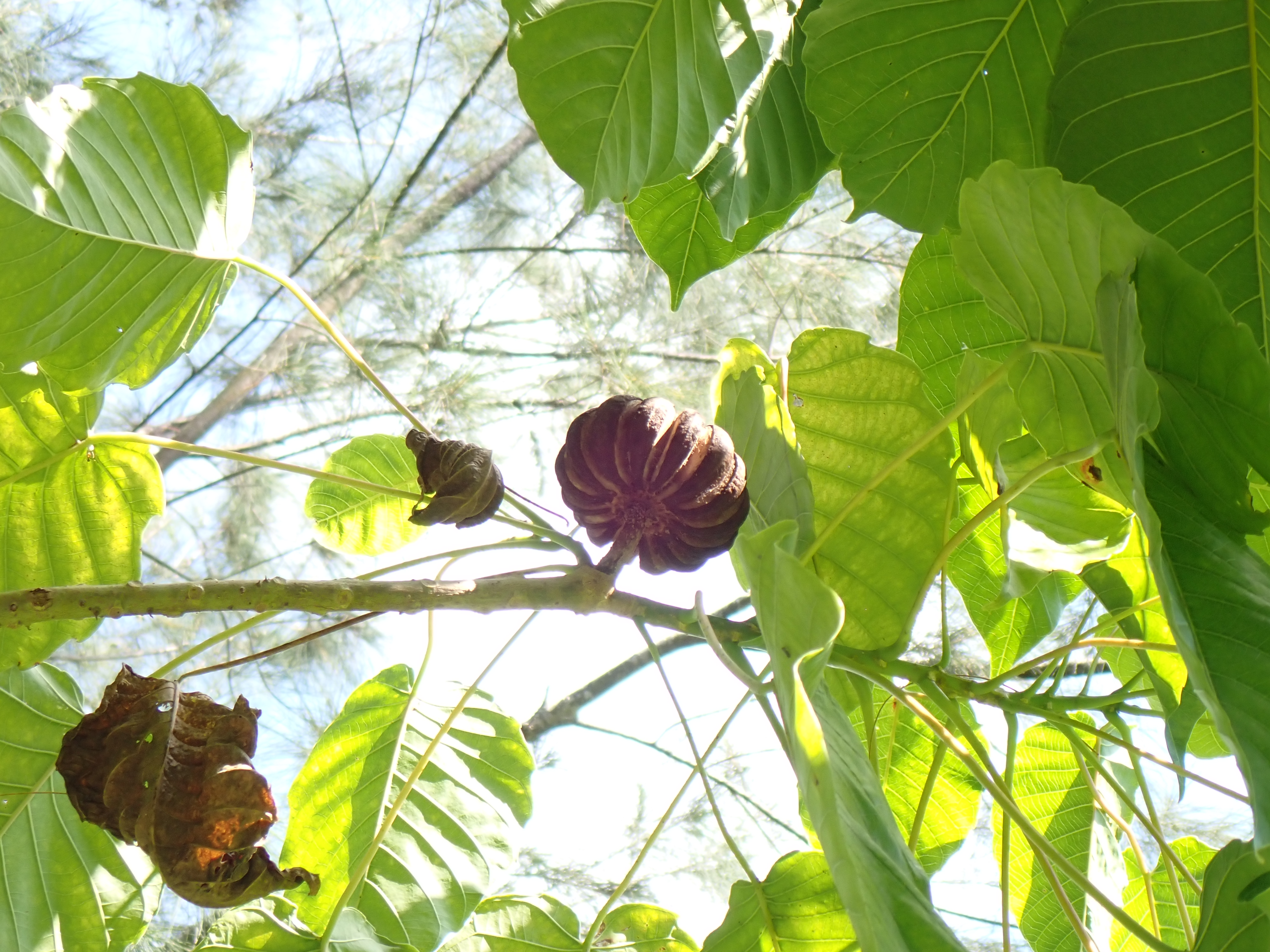
果実（2024年8月 沖縄県本部町 熱帯・亜熱帯都市緑化植物園）

スナバコノキ（砂箱の木、学名: Hura crepitans）は、トウダイグサ科フラ属の高木である。別名サルノトウナス。中南米の熱帯地域とカリブ海諸島の一部では、「サルが登れない木」、「毒の木」、「ダイナマイトの木」、「砂入れの木」などを意味する言葉でよばれている。「スナバコノキ」という呼び名は、18世紀初頭に、羽根ペンで文字を書いた後に砂を振りかけてインクを乾かすのに用いられていた砂を入れる箱として売られていたことに由来する。
カール・フォン・リンネの『植物の種』(1753年) で記載された植物種の一つである。

## 分布
原産地は熱帯アメリカであるが、アフリカはガンビア・ギニア・ベナン・中央アフリカ共和国、北アメリカはフロリダ州にも帰化している。

## 形態・生態
樹高約50メートル (m) 以上になり、樹皮は円錐状の太くて短いトゲでびっしりと覆われている。葉は鮮やかな緑色をしたハート型で広い。 雌雄異花。深紅色のごく小さな花が200個ほど四角錐形に密集してぶら下がって咲く。
果実は長さ3 - 5センチメートル (cm) 、直径5 - 8 cmのカボチャ型で、心皮は16室前後に分かれており、それぞれに種子が詰まっている。完熟・乾燥するとオリーブグリーンから木質の焦げ茶色になり、果柄をつまんでひっくり返したような形で直立する。その後、乾燥して縮む部分と縮まない部分の差が出てくると大きな張力が蓄積し、気温が高く乾燥した日に突然破裂して、大きな爆発音とともに種子を高速でまき散らす。種子は1ポンド硬貨ぐらいの大きさの扁平な丸形で、飛ばされた種子は、森の林床の暗がりで発芽する。
果実の爆発の勢いはすさまじく、科学者の観察によると果実の破裂により種子は秒速70 m以上（時速240 km以上）の速度で飛び散るといわれている。種子は空気抵抗を考慮した発射角度で飛び出していき、フリスビーのように回転しながら最大45 mまで上昇することも可能で、遠くまで飛ばすために最適化されている。また、果実が熟しはじめると、小さなアリの集団が亀裂から中に入って住み着き、心皮の部屋の隙間で子育てをするための巣になることが知られている。
乳白色の樹液及び種子は有毒である。

## 利用
カリブ族は果実の毒を毒矢などの原料として、魚を捕るための狩猟に用いていた。

フラトキシンの化学構造

ダフナン誘導体でプロテインキナーゼC活性化剤のフラトキシン（huratoxin）がスナバコノキの殺魚成分として同定されている。フラトキシンは同じくトウダイグサ科のマンチニールにも含まれている。

## 諸言語における呼称
- 英語:〔米国〕hura wood;〔英国〕sand box[8]
- スペイン語:〔コスタリカ〕javillo、havillo[9];〔ペルー〕ceiba;〔ベネズエラ〕ceiba blanca;〔ボリビア〕ochoho[8]
- ポルトガル語:〔ブラジル〕açacu

## フラ属
フラ属（Hura）は2種からなる属で、スナバコノキと Hura polyandra Baill.（メキシコから中米およびエクアドルにかけて分布）がここに属する。